# Edith River (Tasmansee)
Der Edith River ist ein Fluss im Südwesten der Südinsel Neuseelands und Teil des Fiordland-Nationalparks. Er entspringt in einem Talkessel südwestlich des 882 m hohen Edith Saddle, auf dessen östlicher Seite der Glaisnock River beginnt. Der Edith River knickt kurz hinter der Quelle von Norden nach Südwesten ab und mündet in den Lake Alice, der am Westufer über die 56 m hohen Alice Falls in den Te Houhou / George Sound abfließt. An den Bergflanken entlang des Flusses liegen Wasserfälle von mehr als 100 m Fallhöhe.
Den Namen verlieh vermutlich Richard Henry zu Ehren von Edith Woodhouse.